# سد بیسنته گوئررو
سد بیسنته گوئررو (به اسپانیایی: Presa Vicente Guerrero) یک سد در مکزیک است که در Padilla, تامائولیپاس واقع شده‌است.